# Ånge IK
Le Ånge IK est un club de hockey sur glace d'Ånge en Suède. Il évolue en Division 1, le troisième échelon suédois.

## Historique
Le club est créé en 1952.

## Ancien joueur
- Samuel Påhlsson